# Neogoniceps martinezi
Neogoniceps martinezi is een eenoogkreeftjessoort uit de familie van de Tetragonicipitidae. De wetenschappelijke naam van de soort is voor het eerst geldig gepubliceerd in 2000 door Fiers & de Troch.